# Tres Maríaskatoenstaart
De tres maríaskatoenstaart (Sylvilagus graysoni)  is een zoogdier uit de familie van de hazen en konijnen (Leporidae). De wetenschappelijke naam van de soort werd voor het eerst geldig gepubliceerd door J.A. Allen in 1877.

## Voorkomen
De soort komt voor in Mexico.